# Garnet Hill
Garnet Hill är en kulle i Antarktis. Den ligger i Sydorkneyöarna. Argentina och Storbritannien gör anspråk på området. Toppen på Garnet Hill är 230 meter över havet, eller 25 meter över den omgivande terrängen. Bredden vid basen är 0,10 km. Garnet Hill ligger på ön Signy.
Terrängen runt Garnet Hill är kuperad åt nordväst, men västerut är den platt. Trakten är obefolkad. Det finns inga samhällen i närheten. 